# Liopholidophis rhadinaea
Liopholidophis rhadinaea — вид змій родини Pseudoxyrhophiidae. Ендемік Мадагаскару.

## Поширення і екологія
Liopholidophis rhadinaea мешкають на сході Мадагаскару, зокрема в Національному парку Раномафана. Вони живуть у вологих тропічних лісах.